# Mecas bicallosa
Mecas bicallosa är en skalbaggsart som beskrevs av Martin 1924. Mecas bicallosa ingår i släktet Mecas och familjen långhorningar. Inga underarter finns listade i Catalogue of Life.